# CS Marítimo (női csapat)
A Club Sport Marítimo egy portugál női labdarúgóklub, amely a portugál élvonalban szerepel. A klub székhelye Madeira szigetén, Funchal városában található.

## Klubtörténet
2014-es megalakulásukat követően előbb a regionális ligákban, majd az országos versenysorozatokban szerepeltek egészen 2018-ig, ekkor sikerült az élvonalba jutniuk, miután megnyerték a másodosztály küzdelmeit.

## Játékoskeret
2022. szeptember 10-től
| #  |     | Poszt | Név               |
| -- | --- | ----- | ----------------- |
| 25 | POR | K     | Diana Figueira    |
| 30 | POR | K     | Bárbara Santos    |
| 79 | BRA | K     | Ana Rocha         |
| 3  | POR | V     | Joana Silva       |
| 4  | POR | V     | Joana Prazeres    |
| 6  | POR | V     | Priscila Campota  |
| 31 | PUR | V     | Mirianée Zaragoza |
| 34 | POR | V     | Eliana Amado      |
| 41 | POR | V     | Sara Fernandes    |
| 67 | POR | V     | Mónica Gonçalves  |
|    | POR | V     | Ana Andrade       |
| 13 | POR | KP    | Madalena Castro   |
| 14 | BRA | KP    | Mariana Silva     |
| 15 | POR | KP    | Catarina Abreu    |
| 16 | BRA | KP    | Leonor Correia    |

| #  |     | Poszt | Név              |
| -- | --- | ----- | ---------------- |
| 19 | POR | KP    | Marta Fernandes  |
| 20 | POR | KP    | Lara Costa       |
| 23 | POR | KP    | Diana Gonçalves  |
| 24 | POR | KP    | Sara Spínola     |
| 44 | POR | KP    | Astrid Brutus    |
| 77 | POR | KP    | Carlota Jardim   |
| 97 | BRA | KP    | Pâmela Dutra     |
|    | POR | V     | Mariana Oliveira |
| 7  | POR | CS    | Tânia Mateus     |
| 8  | PUR | CS    | Karina Socarrás  |
| 9  | POR | KP    | Nádia Freitas    |
| 10 | POR | KP    | Telma Encarnação |
| 11 | POR | KP    | Margarida Caniço |
| 12 | POR | CS    | Érica Costa      |
| 17 | BRA | CS    | Marcelly Vale    |

## Korábbi híres játékosok
| - Monica Barradas - Neuza Caldeira - Rubina Dantas - Laura Luís - Giovana Maia - Andreia Neves - Marisol Nóbrega - Petra Nunes - Paula Fernandes - Rute Fernandes - Inês Freitas - Suzane Pires - Cátia Silva - Cláudia Vieira |

## Sikerei
- Portugál másodosztályú bajnok (1):
  - 2017–18